# Linea 77
Linea 77 é uma banda italiana de nu metal formada em Torino no ano de 1993.

## Integrantes

### Formação atual
- Nitto (Nicola Sangermano) - vocal
- Chinaski (Paolo Pavanello) - guitarra
- Dade (Davide Pavanello) - baixo (1993-2012), guitarra (2012), vocal e sintetizador (2012-presente)
- Tozzo (Christian Montanarella) - bateria
- Maggio (Fabio Zompa) - baixo
- Paolo (Paolo Paganelli) - guitarra

### Ex-membros
- Sibba – vocal (1993–1996)
- Colino – guitarra (1993–1996)
- Emi (Emiliano Audisio) - vocal (1993-2012)